# 心理戦
心理戦（しんりせん、英: psychological operations, PSYOP, psychological warfare, PSYWAR）は、対象目標となる国家、組織、個人などの意見、態度、感情、印象、行動に影響を及ぼすことを目的として、身の周りや情報に計画的な活用・応用・操作・宣伝・防止・観察・分析などの行為を施す、視野を広くすることにより、政治的目的あるいは軍事的な目標の達成に寄与することを狙った闘争の形態をいう。場合によっては神経戦、宣伝戦、思想戦、情報戦、プロパガンダなどとも言う。
ボードゲームにおける心理戦については盤外戦を参照のこと。

## 概要
人間の持つ認識力、想像力、情報量、中立性には常に不完全性がある。また社会や国際情勢という実生活と比べて間接的な状況というものは、おおむね間接的な情報を材料にし、自らの世界観や前提、心理的な無意識などの、ある一定の虚構性に基づいて形成、強化されていく。そのために現実との齟齬が生じる可能性が常に存在するため、ここに宣撫工作、情報操作などの手段によって心理的な影響を及ぼす余地がある。例えば人間は未知の出来事や理解不能な行為に直面すると、自身の経験や偏見などに基づいた印象しか喚起することができない。つまり人間の思考力はしばしばその保有する情報によって規定されることがある。心理戦においては外国または自国の国民世論や政策決定者の思考、軍隊の士気など心理的な対象への心理行動(Psychological action)の実行が行われ、様々な政策や軍事作戦の遂行を助けることが出来る。心理行動は心理的媒体を使用して潜在敵国や中立国での潜在的・現実的な敵国の正当性や影響力を低下させ、また同時にこれらの国々と友好的気運と態度を助成するように企図されているものである。心理戦は周囲を観察しながら行うものでもある為、応用力と観察力も鍛えられる。

## 分類

### 情報戦
心理戦は情報戦の中に位置づけることができる。情報戦において、敵の情報活動に対抗した対情報は「攻勢対情報」と「防勢対情報」の作戦行動に大別が可能であり、これに従って電子戦、軍紀、心理攻撃、情報攻撃を指す心理作戦と防諜、電子的防護を指す対心理作戦と大別できる。

### 国家心理戦
国家心理戦は敵国・中立国・友好国・自国民・自軍を対象とする。平時・戦時を通じて心理的に働きかけることで国家政策をより有効化することを目的とし、政治的・経済的・軍事的・外交的な手段を計画的に行使することを言う。

### 軍事心理戦
軍事心理戦とは、軍事的な活動において軍隊の作戦目標の達成に寄与するために、敵軍・敵国民の世論、感情、印象、態度などに影響を与えることを目的として、宣伝などを計画的に行うこと及び敵の同手段への対策を行うことをいう。自衛隊においては、心理戦は通常この軍事心理戦をいう。また軍事心理戦もその作戦目標から戦略心理戦と戦術心理戦に分類して考えることができる。

## 原則と基礎概念
- 明確な目標を定義する。
- 対象への分析を基礎とする。
- 聴視者に対して適切なメディアを使用した上で心理作戦を立案する。
- 作戦目標と密接な関係をもつ結果とその価値を見極める。
- 心理作戦に抵抗する敵を最小化するように企図する。

心理作戦は、作戦目標となる対象により、必要な分析や運用するメディアが異なる。また一般状況が戦争か、戦争以外の軍事作戦かによっても異なる。
- 心理主題(Psychological theme)とは心理作戦の基本となっている理念または構想である。
- 基礎的心理作戦研究(Basic psychological operations study)とは、心理作戦に関係の深い国や地域の特性を簡潔に記述した、心理作戦の計画と実行に直ちに参考となる研究。
- 鍵象徴(Key symbol)とは心理作戦における単調で示唆的な反復的な要素を指す。
- 対象聴視者(Target audience)とは心理作戦の目的を達成するために設定される対象。
- 心理状況(Psychological situation)とは目標観衆の感情状態・精神的傾向・動機の現状である。
- 心理媒体(Psychological media)とは目標とした聴視者とのあらゆる種類の交流を確立するための技術的・非技術的な手段。
- 心理作戦アプローチ(Psychological operations approach)とは目標聴視者の一部に目標の反応を引き起こすために用いられる技術。
- 宣伝(Propaganda)とは情報・理念・教義などを直接的または間接的に対象の意見・感情・態度・行動にも影響を及ぼす訴え（プロパガンダも参照されたい）。
- 広報業務(Public affairs)は諸機関による一般国民や地域社会への広報活動。

## 手段

### 政治宣伝
心理戦における主要な手段は政治宣伝（Propaganda、プロパガンダ、広報）である。これは主に政府の情報機関、省庁の広報室、軍隊の心理作戦部隊などにより行われるものであり、戦時の国民指導、政府発表、報道検閲、出版物や各種通信への調査及び関与、映画・演劇・音楽での思想動向調査、外国語報道の指導、ポスター・ビラ・パンフレットの配布などが具体的な方法として挙げられる。その宣伝はその内容からブラックプロパガンダ(Black propaganda)、グレープロパガンダ(Grey propaganda)、ホワイトプロパガンダ(White propaganda)に分類して理解される。ブラックプロパガンダは事実以外から生じる宣伝であり、ホワイトプロパガンダは当局によって普及される宣伝であり、グレープロパガンダは情報源が不明な宣伝を指す。これらは一方的な宣伝としてだけ用いられるのではなく、敵の宣伝内容を中和するための中和宣伝(Counteracting propaganda, Counterpropaganda)としても使用される場合もあり、その運用は多様である。

### 軍事宣伝
戦場における宣伝活動は通常の宣伝とはその内容が異なる点が多い。これは国家心理戦における対象が世論である一方、軍事心理戦における対象は士気であるからである。軍事宣伝の形態には敵の一般的な士気や団結を低下させることを目的とした戦意作戦(MO, Morale Operations)と呼ばれる宣伝と、敵に降伏・逃亡・対上官犯罪などの利敵行為を行わせる宣伝の二種類がある。あらゆる宣伝は事実に基づいていることが必要であるが、対軍隊の宣伝は特に軍事情勢に根拠付けられた適切な情報を用いることが必要である。これは一般的に戦闘を経験することによって兵士の思考が現実主義化する傾向が認められるという見解から考えられている。故に適切な対軍隊の宣伝は、対象となる兵士の思想や心理の動向を個別に把握した上で、その兵士にとって受容しやすい宣伝を企図しなければならない。ちなみに対軍隊の宣伝の内容としては、敵がより降伏しやすくするような情報、敵が徹底抗戦することの非合理性や無意味さについての主題、敵の絶望的な状況についての情報、敵が直面するであろう将来の絶望的な戦況、降伏のための具体的な行動要領の情報などが含まれていることが適切である。

### 教育
教育は機能的に観察すれば、人間に対して一定の知識や規範、技能を付与する過程であり、心理戦においては敵性の宣伝工作に対する準備の意味を持つ。人間は発達心理学によると幼児期、児童期、青年期に渡って段階的に知的能力を発展させていくが、特に青年期の知的発達は顕著である。青年期以降の合理的思考方法は「形式的操作」と呼ばれ、抽象的・論理的思考を司る。これは特に学校教育の影響が強く影響され、ロシア心理学者ルリアによると学校教育の未経験者は実体験に基づかない命題を前提に推論することが困難であることが観察されている。知的能力の欠如は高次思考力の低下による敵宣伝の効果の増進や、理解力の低下による味方宣伝の効果の減衰などが生じる可能性がある。団結を阻害し、士気を減退させるような味方にとって有害なステレオタイプを解消することや、利敵行為を防止するための精神教育なども行うことができる。

### 検閲
検閲とは、政府の情報機関などによって、新聞などの出版物や放送・映像・郵便などにおける表現や内容に対し、強制的に関与することである。これは敵の諜報活動を防止する防諜の意味もあるが、心理戦においては敵の宣伝を宣伝対象から隔離して防止する機能もある。国民の防衛意識の低下や反乱、利敵行為の阻止などが目的で、防衛的手段として行われる。

### 宣伝外交
宣伝外交(Propaganda diplomacy)は政府当局によって外国の国民世論に親善的・友好的な影響を及ぼすために行われるあらゆる対外活動である。広報外交(Public diplomacy)ともいう。文化、教育、科学、技術、芸術、スポーツ、観光、親善などの分野における活動として行われることが多い。市民による民間交流とは区別して理解される。

### テロリズム
テロリズム(Terrorism)は心理戦において対象に継続的に恐怖を与えることによって政治目的の達成に接近する手段である。その具体的な方法としては、破壊工作・暗殺・爆破・狙撃・放火・誘拐・虐殺・襲撃・宣伝などが挙げられる。テロリズムの対象としては、政府・国民世論・国際世論があり、その対象によって手法も応用される。テロリズムの手法は予測不能性を十分に発揮されるものが使用され、その心理的な影響力が重視される。